# Matt Zunic
Matthew Zunic, detto Matt (Renton, 19 dicembre 1919 – Lecanto, 15 dicembre 2006), è stato un cestista e allenatore di pallacanestro statunitense, professionista nella NBL e nella BAA.

## Carriera
Venne selezionato dai Washington Capitols nel Draft BAA 1947.